# Fluxus
Fluxus là một cộng đồng quốc tế, liên ngành gồm các nghệ sĩ, nhà soạn nhạc, nhà thiết kế và nhà thơ trong suốt những năm 1960 và 1970, những người tham gia vào các buổi biểu diễn nghệ thuật thử nghiệm, nhấn mạnh quá trình sáng tạo nghệ thuật hơn là thành phẩm. Fluxus được biết đến với những đóng góp mang tính thử nghiệm cho các lĩnh vực và phương tiện nghệ thuật khác nhau và tạo ra các loại hình nghệ thuật mới. Những hình thức nghệ thuật này bao gồm truyền thông đa phương tiện, một thuật ngữ được đặt ra bởi nghệ sĩ Fluxus Dick Higgins; nghệ thuật khái niệm, lần đầu tiên được phát triển bởi Henry Flynt, một nghệ sĩ gắn bó với Fluxus; và nghệ thuật video, lần đầu tiên được tiên phong bởi Nam June Paik và Wolf Vostell. Nhà phê bình nghệ thuật và nghệ thuật gia người Hà Lan Harry Ruhé mô tả Fluxus là "phong trào nghệ thuật cấp tiến và thử nghiệm nhất trong những năm 60." 
Họ đã tạo ra các "sự kiện" biểu diễn, bao gồm các màn trình diễn các bản nhạc, âm nhạc ồn ào " Neo-Dada " và các tác phẩm dựa trên thời gian, cũng như thơ cụ thể, nghệ thuật thị giác, quy hoạch đô thị, kiến trúc, thiết kế, văn học và xuất bản. Nhiều nghệ sĩ Fluxus chia sẻ sự nhạy cảm phản thương mại và phản nghệ thuật. Fluxus đôi khi được mô tả là "intermedia". Những ý tưởng và thực hành của nhà soạn nhạc John Cage đã ảnh hưởng rất nhiều đến Fluxus. Đặc biệt, quan niệm của ông rằng một người nên bắt tay vào một tác phẩm nghệ thuật mà không có khái niệm về kết thúc của nó, và sự hiểu biết của người nghệ sĩ về tác phẩm như một nơi tương tác giữa nghệ sĩ và khán giả. Quá trình tạo ra tác phẩm được coi trọng hơn là thành phẩm. Một ảnh hưởng đáng chú ý khác là các tác phẩm nghệ thuật tạo sẵn của Marcel Duchamp, một nghệ sĩ người Pháp đang hoạt động ở Dada (1916 - 1922). George Maciunas, phần lớn được coi là người sáng lập ra phong trào linh hoạt này, đã đặt ra cái tên Fluxus vào năm 1961 để làm tiêu đề cho một tạp chí được đề xuất.